# Южный университет штата Миссури
Южный государственный университет Миссури (англ. Missouri Southern State University, сокр. MSSU или MoSo) — американский государственный университет в Джоплине, штат Миссури.

## История
Университет был основан в 1937 году как Младший колледж Джоплина (Joplin Junior College). На момент создания в нём было 114 студентов и всего 9 преподавателей. В 1964 году жители округа Джаспер, штат Миссури, одобрили выпуск облигаций на сумму 2,5 миллиона долларов, чтобы начать строительство нового кампуса, где в настоящее время расположен университет. Новый кампус открылся осенью 1967 года, в нём обучалось 2399 студентов и работало 95 преподавателей. В 1977 году школа была переименована в Южный государственный колледж Миссури (Missouri Southern State College) и официально стала четырёхлетним колледжем, субсидируемым государством, а также частью системы высшего образования штата Миссури. В 2003 году Генеральная ассамблея штата Миссури санкционировала переименование колледжа в Южный государственный университет штата Миссури в Джоплине (Missouri Southern State University — Joplin), а 2005 году университет исключил слово «Джоплин» из своего названия.
В 1967 году в университетском кампусе было шесть зданий. В 1973 году было построено здание центра Исполнительских искусств Тейлора (Taylor Performing Arts), в 1992 году открылось здание Коммуникаций и социальных наук (Communications and Social Science Building) имени американского политика из Миссури Ричарда Вебстера. Затем Южный государственный университет Миссури завершил строительство здания медицинских наук, заложенное в мае 2008 года и построенное на деньги, выделенные Управления кредитования высшего образования штата Миссури. Весной 2009 года Генеральная ассамблея штата Миссури одобрила присоединение центра Joplin Regional Center, принадлежащего Департаменту психического здоровья штата Миссури, кампусу университета.

## Деятельность
Президентами Южного государственного университета Миссури были:
- 1967—1978	− Leon C. Billingsly
- 1979—1982	− Donald C. Darnton
- 1982—2007	− Julio León
- 2007—2008	− Teri Agee
- 2008—2013	− Bruce Speck
- 2013—2020	− Alan Marble
- С 2020 − Dean Van Galen[1]

Кампус университета имеет много корпусов разного назначения, в их числе библиотека, студенческий центр и центр выпускников вуза Ralph L. Gray Alumni Center, открытый в 2011 году. Здание центра выпускников Здание, также известное как особняк Mission Hills, является старейшим на территории кампуса, построенным в 1926 году.
В кампусе есть два обычных общежития, восемь жилых комплексов квартирного типа и два общежития типа люкс. В вузе функционируют студенческие братства и сестринства, имеются команды различных видов спорта.
В числе известных выпускников вуза: игрок в американский футбол Аллен Барбр, актёры Лонни Чепмен и Джон  Пек, астронавт Джанет Каванди, сенатор штата Миссури Гэри Нодлер и другие.